# Zliechov
Zliechov (deutsch Glashütte, ungarisch Zsolt – bis 1902 Zljechó) ist eine Gemeinde in der Nordwestslowakei.
Zu ihr gehören die Gemeindeteile Zliechov und Košecké Rovné. Ein ehemaliger Ortsteil ist Gápel (deutsch Gapel), er gehört seit 1960 zur Gemeinde Valaská Belá.
Der Ort wurde 1272 zum ersten Mal schriftlich als Zlieho erwähnt, die Einwohner waren in der Landwirtschaft beschäftigt. Mitte des 18. Jahrhunderts kam es zum Zuzug von Glasbläsern aus Böhmen, diese bauten im damaligen Gemeindeteil Gápel eine Glasbläserfabrik auf.

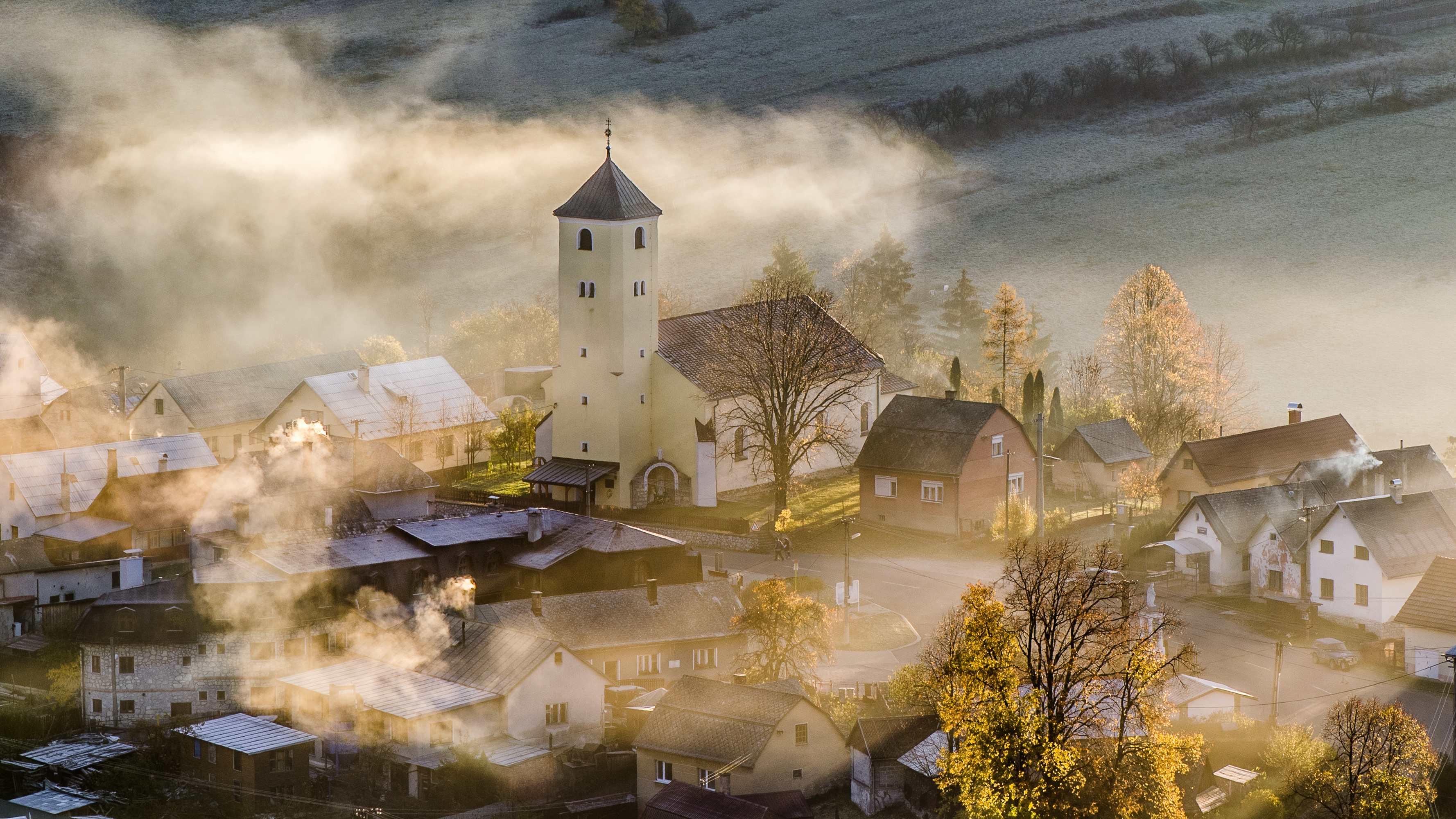
Kirche des Heiligen Laurentius

Im Ort gibt es die Kirche des Heiligen Laurentius von 1480.

## Bevölkerung
| Jahr                | 1994 | 2004     | 2014    | 2024    |
| ------------------- | ---- | -------- | ------- | ------- |
| Anzahl der Personen | 728  | 614      | 610     | 560     |
| Unterschied         |      | −15,65 % | −0,65 % | −8,19 % |

| Jahr                | 2023 | 2024    |
| ------------------- | ---- | ------- |
| Anzahl der Personen | 570  | 560     |
| Unterschied         |      | −1,75 % |